# 진도희 (1971년)
진도희(1971년 6월 16일 ~ )는 미인대회 출신 대한민국의 배우다.

## 경력
- 전남 강진에서 1남 3녀 중 장녀로 태어났다.
- 광주여자고등학교 졸업
- 1993년 엑스포 미인선발대회 선(善) 입상[2]
- 데뷔, 모델로 활동
- 1993년 소속사 에이전시를 통해 한지일을 만나 영화계에 입문

## 출연작

### 영화
- 1993년 《키스키스》(이 작품부터 1차 예명인 유다영으로 활동)
- 1995년 《노란 손수건》(유다영으로 활동)
- 1995년 《그 여자의 숨소리》(유다영으로 활동)
- 1996년 《맥주가 애인보다 좋은 7가지 이유》 - 비디오속 배우 역
- 1996년 《젖소부인 바람났네》1~9편 - 부인 역
- 1997년 《죽이는 이야기》
- 1998년 《산부인과에 처녀가 많은 이유》
- 1998년 《폐교 괴담》
- 1998년 《과부들의 저녁식사》
- 1999년 《옥문단》
- 2003년 《장마가 시작될때》 - 영주 엄마 역

### 연극
- 1989년 《엄마의 기도 나의 기도》
- 1994년 《그여자의 숨소리》
- 1997년 《연극욕망의 섬》

### 드라마
- 단단한 놈

### 방송
- 1996년 SBS 《코미디 펀치 펀치 - 정경부인 바람날까》
- 1996년 MBC 《폭소 발명왕》
- 1996년 MBC 《우정의 무대》

## 기타

### 기타
- 취미 : 볼링, 아이쇼핑
- 특기 : 요리

## 관련 서적
- 변희재, 《스타비평 1》 (변희재, 인물과사상사, 2000)
- 변희재, 《진도희 - 스타비평 1》 (변희재, 인물과사상사, 2000)

## 참고 자료
- 씨네21 - 진도희
- ［연예가 프리즘］공륜，에로물 「젖소부인」제목변경 요구 동아일보 1997.02.18
- 결혼 2년 만에 파경 맞은 ‘에로배우’ 진도희 여성동아 2003년 1월호
- ＂젖소부인 진도희는 반성하라＂[깨진 링크(과거 내용 찾기)] 동아일보 2003.06.12

## 같이 보기
- 이진희
- 진주9희
- 이보희
- 애마부인
- 젖소부인 바람났네
- 하유선